# Wilhelm Odelberg (industriman)
Oscar Wilhelm Odelberg (i riksdagen kallad Odelberg i Gustavsberg), född 25 maj 1844 i Brännkyrka församling, död 10 april 1924 i Stockholm (kyrkobokförd i Gustavsbergs församling), var en svensk industriman, jordbrukare och konservativ politiker.

## Biografi

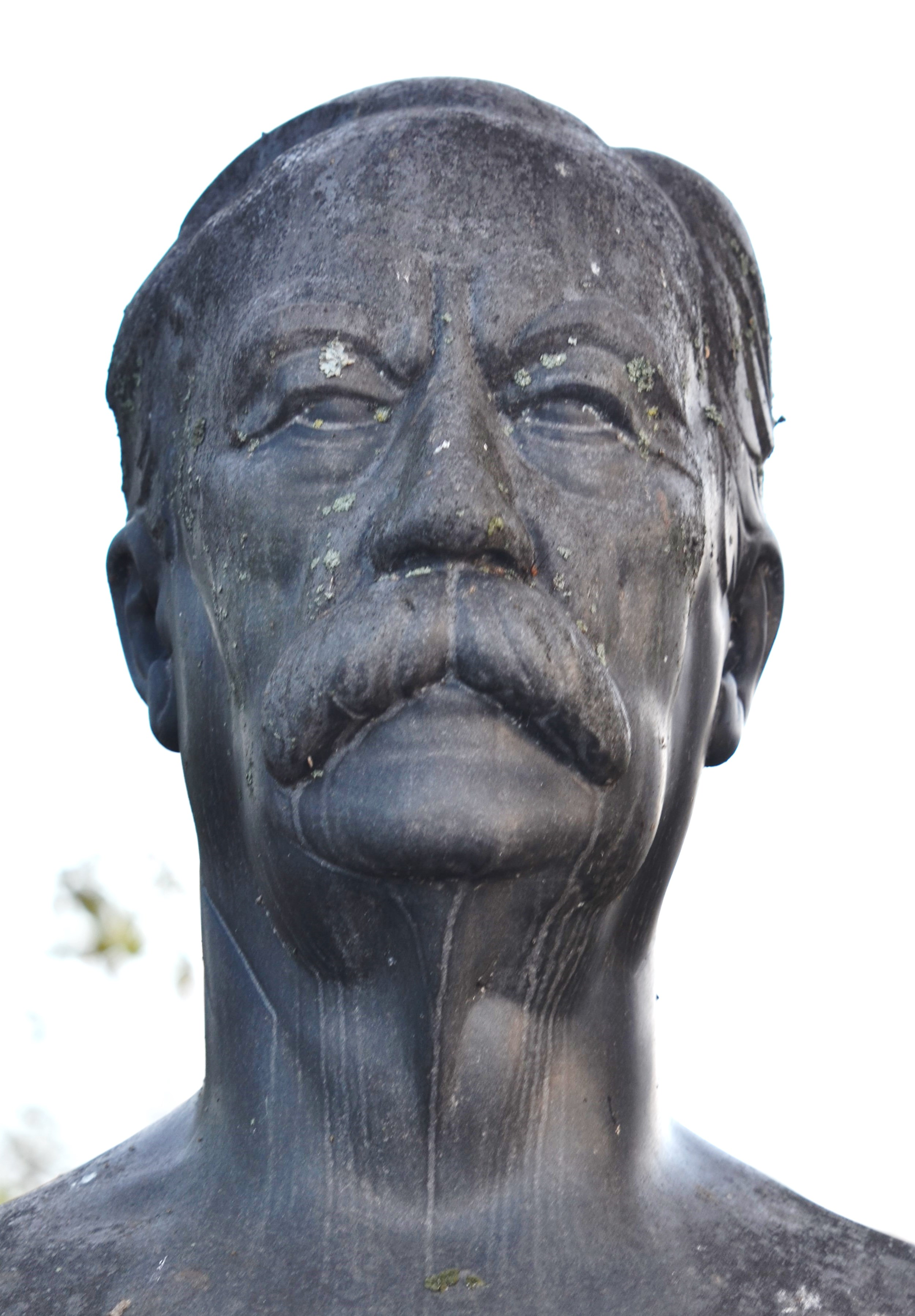
Byst över Wilhelm Odelberg.

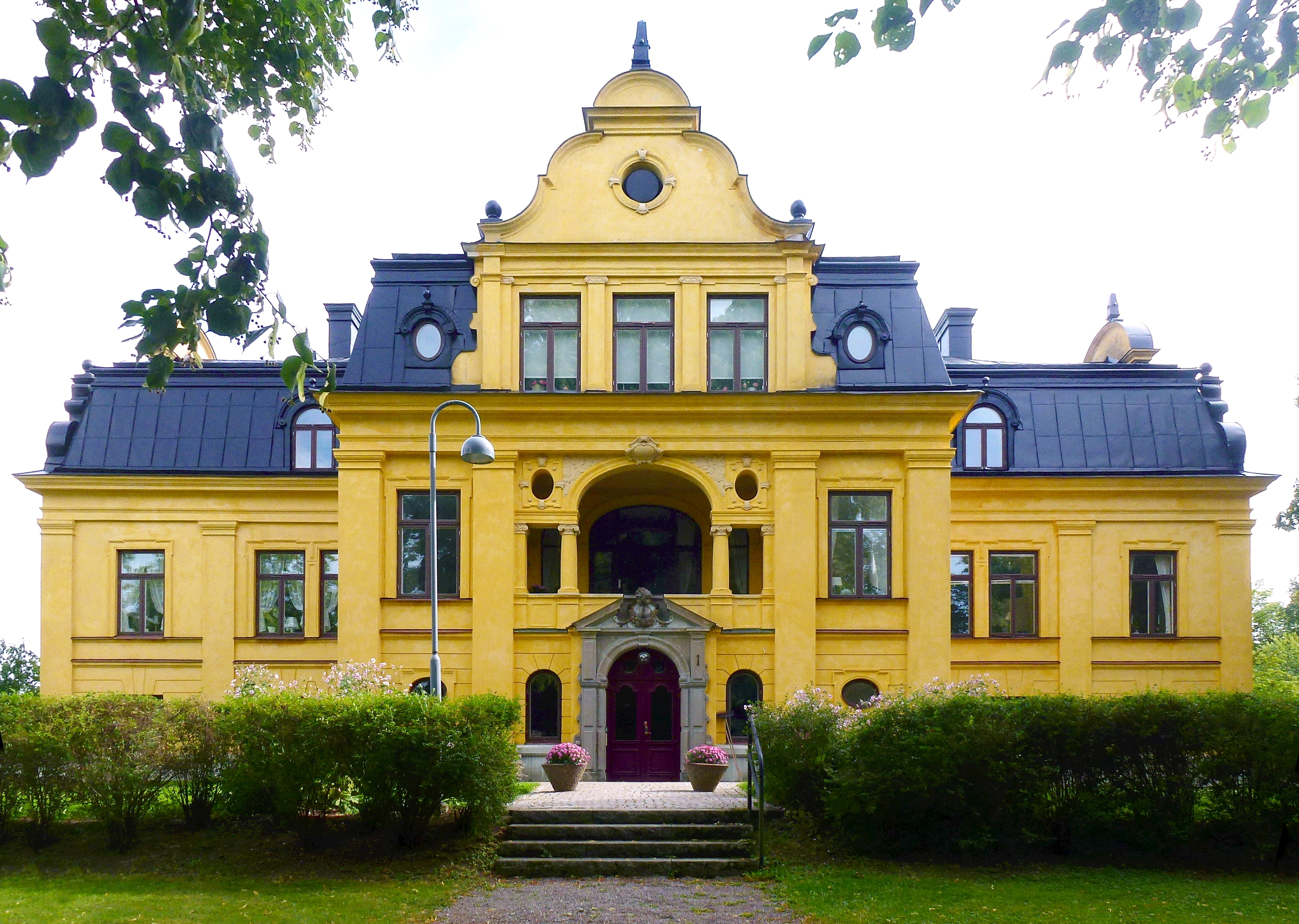
Farsta slott var Odelbergs residens i Gustavsberg.

Wilhelm Odelberg var inskriven vid Uppsala universitet 1863. Han blev furir vid Södermanlands regemente samma år, tog officersexamen 1864 och blev underlöjtnant det året. 1865 till 1866 var han på språk- och lantbruksstudier i Skottland, Frankrike och Tyskland. Han blev löjtnant vid regementet 1873 och tog slutligen avsked från militären 1876 och ägnade sig därefter uteslutande åt att driva Gustavsbergs porslinsfabrik.
Odelberg hade sedan 1869 varit disponent vid fabriken och haft stor betydelse för fabrikens utveckling då han införde sociala inrättningar för att förbättra arbetarnas villkor, främst byggnation av bostäder åt dessa men även sådana saker som till exempel en livsmedelsaffär med förmånliga priser för de anställda. Han förnyade även tillverkningen i fabriken, såväl tekniskt som konstnärligt.
Vid den till fabriksintressenterna tillhöriga lantegendomen Farsta på Värmdön skapade han ett mönsterjordbruk med utsträckt användning av elektricitet som ljus- och kraftkälla samt anordnade även experiment rörande elektricitetens inverkan på åkerns och trädgårdens växtlighet.
Wilhelm Odelberg var landstingsman 1873–1909 (därunder landstingets vice ordförande 1888–1896), ledamot av Stockholms läns hushållningssällskaps förvaltningsutskott sedan 1878, ordförande i Stockholms läns sparbanksstyrelse sedan 1907 och i Centralkommittén för hemslöjdens befrämjande i Stockholms län sedan 1895 samt ledamot av styrelsen för Serafimerlasarettet sedan 1892.
Odelberg var 1893–1913 riksgäldsfullmäktig. Åren 1884–1887 var han ledamot av arbetarförsäkringskommittén. Han blev 1898 invald i Lantbruksakademien (hedersledamot 1914), 1906 erhöll han Stockholms läns hushållningssällskaps guldmedalj. Sedan 1918 var han hedersledamot i Stockholms läns hushållningssällskap.

### Riksdagsman
Wilhgelm Odelberg var ledamot av riksdagens första kammare 1885–1910, invald i Stockholms läns valkrets. Han tillhörde riksdagens strängt konservativa fraktion, samt innehade plats i statsutskottet 1886–1893. Partipolitiskt tillhörde han 1885 till 1909 Första kammarens protektionistiska parti och 1910 till det förenade högerpartiet.

### Familj
Odelberg var son till riksdagsmannen Axel Odelberg och Amalia Frisenheim. Han var bror till jordbruksministern Theodor Odelberg. Odelberg gifte sig 1869 med Hilma Emilia Godenius (född 1848 i Katarina församling i Stockholm, död 1945 i Gustavsbergs församling), dotter till grosshandlaren Samuel Godenius och Maria Charlotte Norbin. Paret Odelberg fick sex barn:
- Maria Odelberg (gift Bennich), född 1870
- Axel Odelberg, född 1873
- Victor Odelberg, född 1875
- Axelina Odelberg, född 1879
- Dagmar Odelberg (gift med Reinhold Rudbeck), född 1881
- Elsa Odelberg (gift von Horn), född 1886

Makarna Odelberg är begravda på Gustavsbergs kyrkogård.

## Utmärkelser
- Kommendör med stora korset av Vasaorden, 5 juni 1915.[2]
- Kommendör av första klassen av Vasaorden, 18 september 1897.[3]
- Kommendör av första klassen av Nordstjärneorden, 6 juni 1910.[4]